# Linhenykus
Linhenykus — рід тероподових динозаврів з родини альваресзаврових, який включає один вид — Linhenykus monodactylus. Залишки знайдені у Внутрішній Монголії (КНР) та датуються пізньою крейдою. Найбазальніший відомий представник парвікурсоринів (Parvicursorinae). Рід названо на честь району Ліньхе (піньїнь: Línhé), міста, поблизу якого знайдені залишки динозавра, та грецького onyx, «кіготь». Видова назва походить від грецького monos, «один», та daktylos, «палець», що відбиває той факт, що це єдиний відомий непташиний динозавр, який мав на руках по одному пальцю.

## Опис
Ліньхенікус був невеликим динозавром, 50 см завдовжки та вагою 500 г. Стегнова кістка завдовжки 7 см. Були меншими та легшими за Mononykus olecranus, але більшими та важчими за Parvicursor remotus.
Linhenykus є першим відомим альваресзавридом, у якого, як припускають, був тільки один палець руки (другий). На відсутність фаланг третього пальця вказує редукована третя п'ясткова кістка. Решта альварезаврових мали ще рудиментарні перший і третій пальці. Попри таку унікальну серед альваресзаврових ознаку, кладистичний аналіз показав, що Linhenykus був базальною формою. Зокрема, на це вказує його збільшений палець, який не був таким великим і міцним, як у передовіших форм.

## Відкриття
Залишки Linhenykus зібрані Джона Шуаньєром (Jonah Choiniere) та Майклом Піттманом (Michael Pittman) з пізньокрейдової формації Вулансухай (Wulansuhai) у Внутрішній Монголії. Формація датується раннім кампаном, 84-75 млн років. Linhenykus відомий за залишками неповного скелета голотипу IVPP V17608, який включає шийні, спинні, крижові та хвостові хребці, лівий скапулокоракоїд, майже повну грудину, частини передніх кінцівок, майже повні задні кінцівки та частини таза. Рід описали й дали назву у Proceedings of the National Academy of Sciences, науковці Сю Сін (Xu Xing), Корвін Салліван (Corwin Sullivan), Піттман, Шуаньєр, Дейвід Гоун (David Hone), Пол Апчерч (Paul Upchurch), Тань Цінвей (Tan Qingwei), Сяо Дун (Xiao Dong), Лінь Тань (Lin Tan) і Хань Фенлю (Han Fenglu).